# Dragón de Villanueva y Geltrú
El Dragón de Villanueva y Geltrú (en catalán Drac de Vilanova i la Geltrú) es un elemento del folklore popular de Villanueva y Geltrú en forma de figura zoomórfica que va cargada por una persona y en cuya boca se colocan petardos.

## Historia

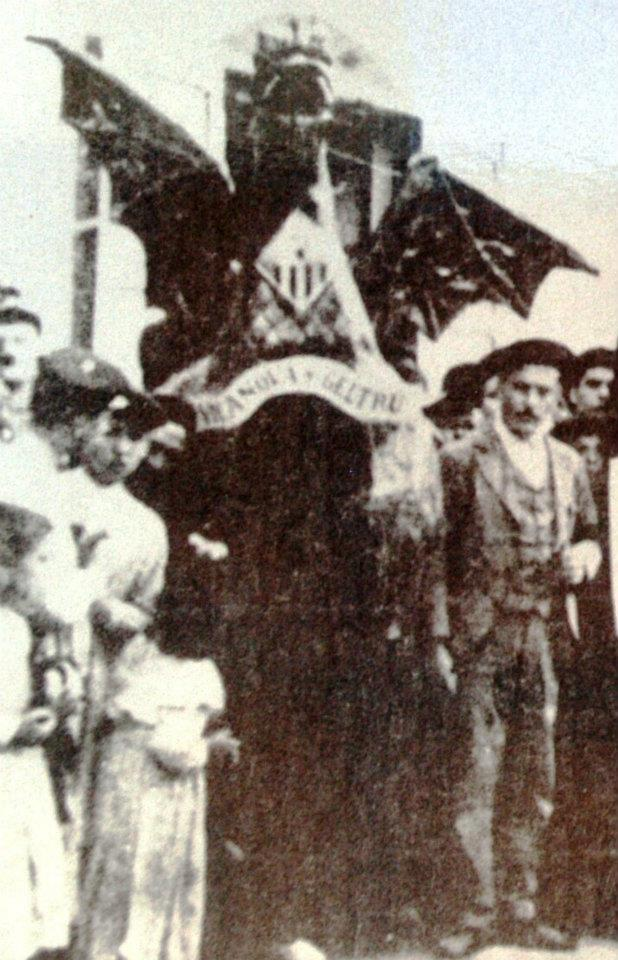
Primera fotografía conocida del Dragón de Villanueva (1902)

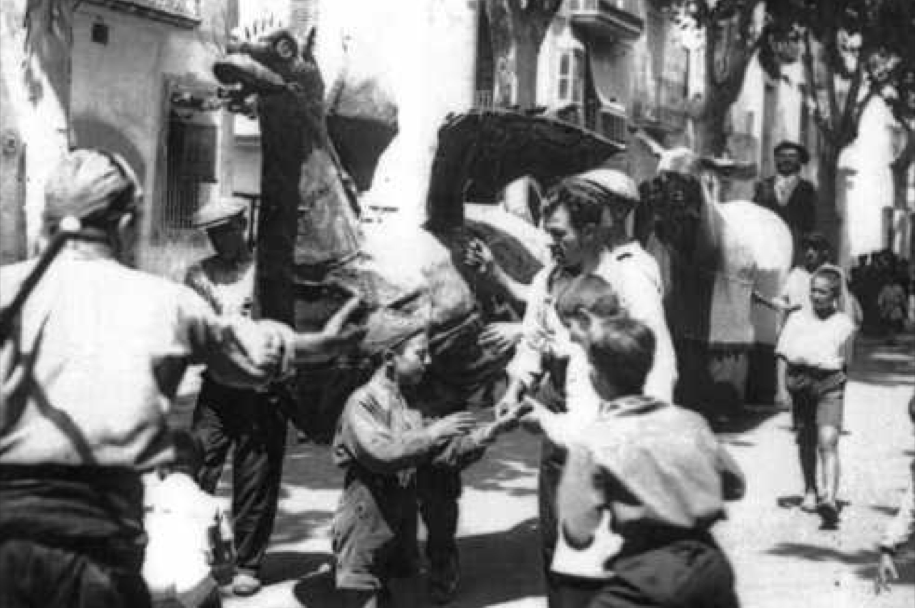
Dragón de Villanueva a la salida de Oficio. 5 de agosto de 1935.

### Primeras referencias (sigloXVIII-1936)
Las primeras referencias documentales sobre el Dragón de Villanueva y Geltrú se remontan al año 1779 en que se da constancia, a través de un albarán, de su participación en las fiestas de Sant Antonio.
A partir de ese año hay constancia de frecuentes apariciones del Dragón, acompañado de diablos, como en las procesiones de Corpus del año 1841, en las fiestas de las Nieves del año 1851 y en el Arribo del Carnaval de 1856, y se  conservan varias imágenes de 1902, 1925 y 1935.
En julio de 1936 la figura, que se encontraba en Barcelona para participar en los actos de la Olimpiada Popular, es abandonada a causa del inicio de la Guerra Civil, y se pierde. 

### Recuperación (1948-1981)
A través de una suscripción popular, en 1947, se reconstruye la figura del dragón sobre un diseño del artista Enric Cristòfor Ricart. El nuevo dragón reaparece el viernes 6 de febrero del año 1948, encabezando el Arribo de Carnestoltes (desafiando las restricciones de la autoridad del régimen) de la mano del Fomento Villanovés. A partir de ahí el Dragón se incorpora de nuevo en procesiones y séquitos festivos de la ciudad y es invitado a fiestas de otras poblaciones, destacando las Fiestas de la Merced de Barcelona o el Grande Desfilo del Fuego de Granollers.
En el año 1959 la explosión de un petardo le lastima la cabeza y se le cambia la cabeza entera, con un nuevo diseño que altera bastante el aspecto de la figura. En 1981 se crea una réplica de la figura y la antigua se lleva al Museo Victor Balaguer de Villanueva y Geltrú.

### Réplica y figura actual (1981-actualidad)
La réplica, construida en el taller Nona de Mataró, hace su función hasta 1991 cuando se decide recuperar el aspecto original del Dragón de 1947.
Se construye una nueva figura en el taller El Estaquirot de Villanueva y Geltrú, a imagen de la figura de E.C. Ricart, con materiales nuevos más ligeros. Ésta figura se mantiene hasta la actualidad.

## Ficha técnica
- Nombre oficial: Drac de Vilanova i la Geltrú[4]
- Funcionalidad: Fuego
- Tracción: Cargada interiormente por 1 persona
- Fiestas propias: Fiesta Mayor de Vilanova i la Geltrú, 4 y 5 de agosto.

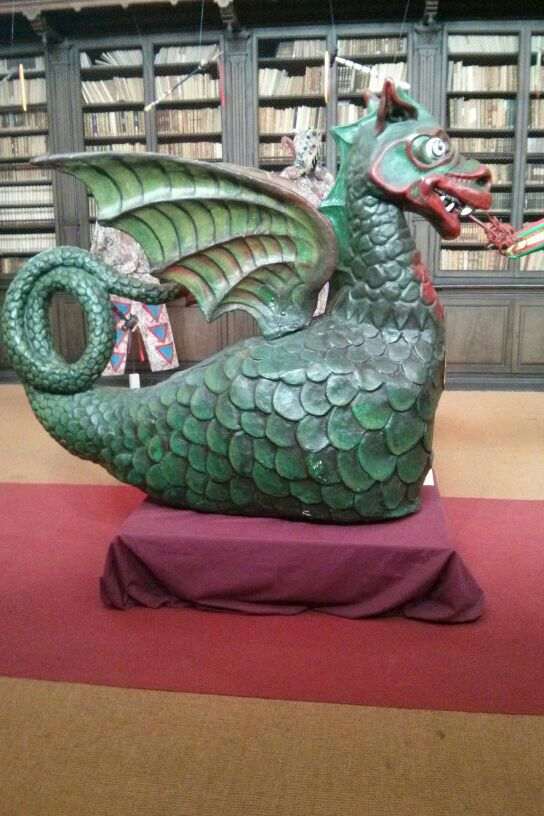
Figura del dragón con la cabeza de la Casa Artigau (1959), en una exhibición en el Museo Victor Balaguer en 2013.

### Dragón de Villanueva y Geltrú (?-1936)
- Año de construcción: Desconocido. Primera referencia de 1779.
- Puntos de Fuego: 3 en la boca.
- Estado: Perdido.

### Dragón de Villanueva y Geltrú (1948-1981)[5]
- Año de construcción: 1947  (cabeza nueva: 1959).
- Constructor: Enric Cristòfor Ricart y Nin (diseño). Taller El Ingenio (figura original). Casa Artigau (cabeza nueva)
- Material: Madera y cartón.
- Medidas y peso: 60 kg.
- Puntos de Fuego: 3 en la boca.
- Estado: Restaurado y conservado en el Museo Victor Balaguer.

### Dragón de Villanueva y Geltrú (réplica, 1981-1991)

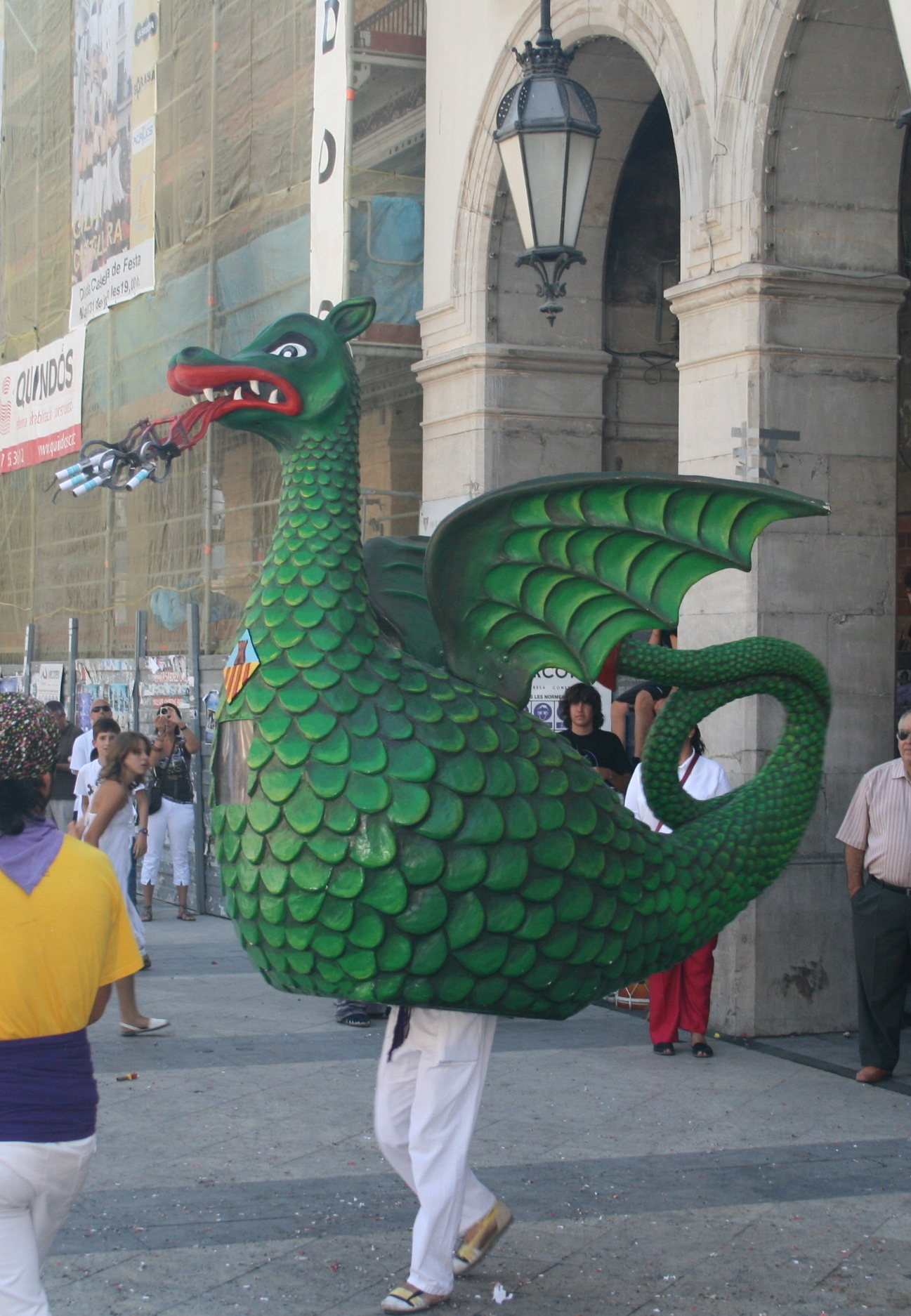
Figura del 1991 a la salida de Oficio de 2010.

- Año de construcción: 1981.
- Constructor: Josep Cardona "Nona"
- Material: Fibra de vidrio
- Medidas y peso: No disponible
- Puntos de Fuego: 4 a la boca.
- Estado: Desconocido.

### Dragón de Villanueva y Geltrú (1991- )[6]
- Año de construcción: 1991.
- Constructor: Albert Albà (El Estaquirot)
- Medidas y peso: Longitud: 200 cm. Anchura: 170 cm. Altura: 190 cm. 45 kg.
- Material: Fibra de vidrio.
- Puntos de Fuego: 4 en la boca.
- Estado: Activo.

## Actuaciones

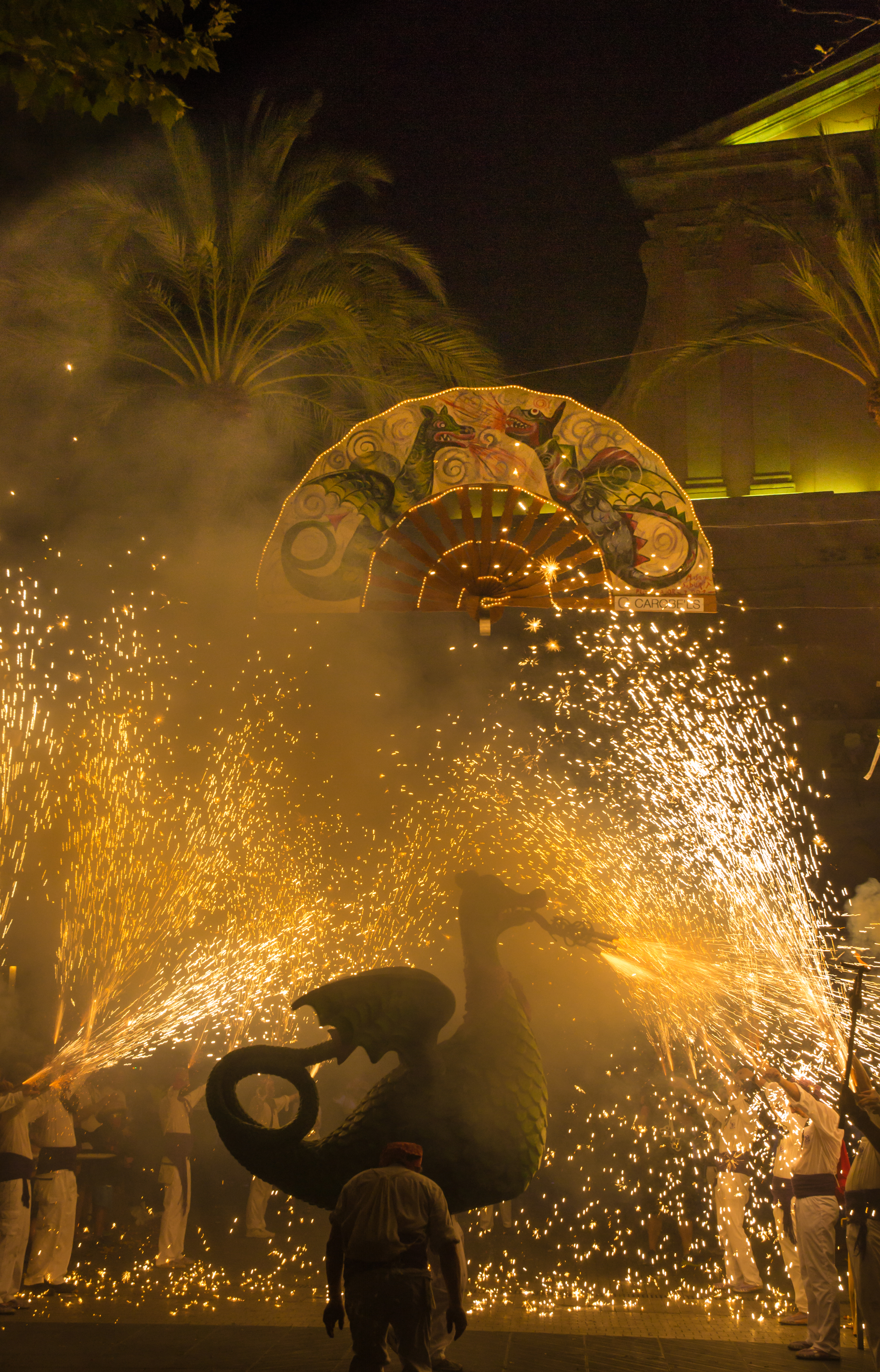
entrada al Voto del Pueblo del 2017 en Villanueva y Geltrú

Principalmente el Dragón de Villanueva y Geltrú se puede ver durante los distintos pasacalles y correfocs de la Fiesta Mayor en honor a la Virgen de las Nieves que se celebra durante los primeros días del mes de agosto. 
Otras de las festividades en las que participa el Dragón de Villanueva y Geltrú es durante la celebración de San Pedro Pescador y San Antonio Abad, patrón de la ciudad.
Curiosamente también abre la comitiva durante el desfile de Carnaval (Arrivo) llevando algún tipo de bengala en la boca en vez de pirotecnia explosiva. Debido a la gran tradición carnavalera del pueblo "disfrazan" al dragón añadiendo encima una capa de telas o cartones, así como los portantes que llevan algún atuendo que acompaña y complementa la temática con la que se disfraza al dragón. Por ejemplo, durante los Carnavales de 2020 el dragón fue disfrazado como un patito de goma.

## Acompañantes

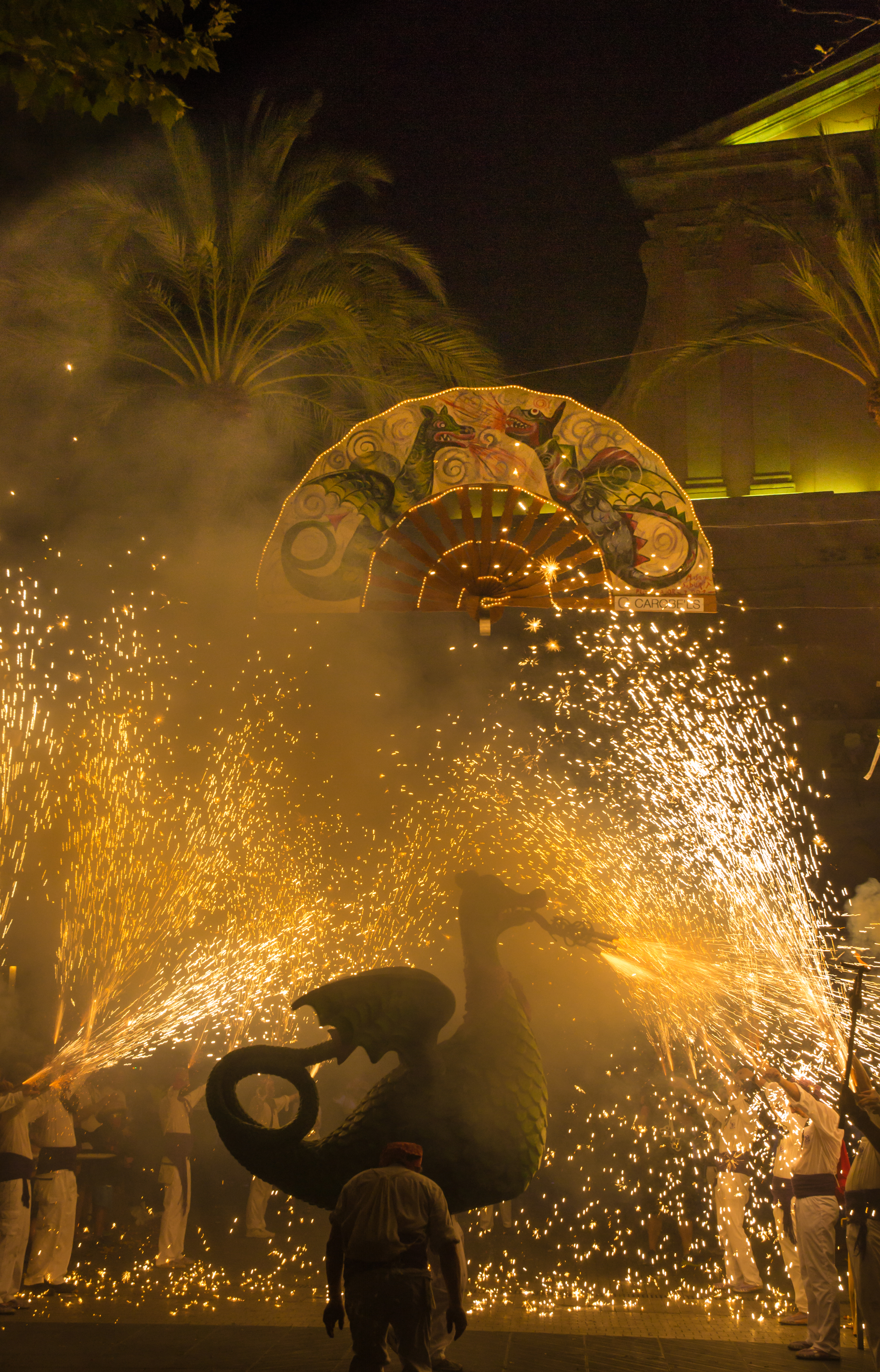
entrada al Voto del Pueblo del 2017 en Villanueva y Geltrú

El Dragón es propiedad del Ayuntamiento de Villanueva y Geltrú.
A lo largo de los años ha sido acompañado por costaleros pagados y por voluntarios, como los del Foment Vilanoví, que han llevado diferentes atuendos. En la actualidad la custodia y exhibición del Dragón está delegada por el Ayuntamiento a la sociedad El Coro-La Unió Vilanovina desde 1980, que viste de blanco con faja morada.
Las actuaciones del Dragón se acompanyan de música, con melodías tocadas con flabiol y tamborin o a veces con media copla. Desde el 1980 el Dragón se hace acompañar por grallas, hecho no demasiado frecuente en este tipo de entremeses.
El dragón tiene una pieza musical propia de origen popular desconocido denominada "El Drac", que comparte con el Dragón de Villafranca.  